# Verdal Idrettslag
Il Verdal Idrettslag è una società calcistica norvegese con sede nella città di Verdalsøra. Milita nella 3. divisjon, la quarta divisione del campionato norvegese. La squadra gioca le partite casalinghe alla Coop Arena.

## Storia
Ha partecipato alla Norgesserien 1938-1939.

## Palmarès

### Altri piazzamenti
- 2. divisjon:

Secondo posto: 2000 (gruppo 7)
- 3. divisjon:

Terzo posto: 2011 (gruppo 10), 2013 (gruppo 10)